# Eerste klasse 1975-76 (basketbal België)
Het seizoen 1975-1976 was de 27e editie van de hoogste basketbalcompetitie. De basketligaclubs beslisten om eerst een reguliere competitie te spelen met 12 ploegen over 22 speeldagen. Daarna werden de tellers op nul gezet en speelden de eerste 8 in Liga A om de titel, de laatste 4 samen met de eerste 4 uit de tweede afdeling speelden in Liga B, de overige 8 Liga clubs uit de tweede afdeling speelden in Liga C.
Racing Maes Pils Mechelen behaalde voor de derde maal op rij de landstitel.
BC Black Boys Aalst en Immo Scheers Lyra waren de nieuwkomers. 

## Naamswijzigingen
- Black Boys Aalst werd De Maere Keukens Aalst
- Carad Brugge werd Carpenter Brugge
- BT Prado Kortrijk werd BT Ijsboerke Kortrijk
- Immo Scheers Lyra werd BC Lyra

## Verhuis
- Racing Thorens Antwerpse verhuisde naar Lier en werd Immo Scheers Lier
- Bus Fruit Lier verhuisde naar Duffel en werd Bus Fruit Duffel
- Immo Scheers Lyra verhuise naar Nijlen en werd Lyra

## Eindstand
- Voorronde

|  |    |                           | P  | W  | V  | G | Ptn |
|  | -- | ------------------------- | -- | -- | -- | - | --- |
|  | 1  | RC Maes Pils Mechelen     | 22 | 21 | 1  | 0 | 42  |
|  | 2  | Standard Boule D'Or Liège | 22 | 17 | 5  | 0 | 34  |
|  | 3  | Bus Fruit Duffel          | 22 | 16 | 6  | 0 | 32  |
|  | 4  | Immo Scheers Lier         | 22 | 15 | 7  | 0 | 30  |
|  | 5  | Carpenter Brugge          | 22 | 14 | 8  | 0 | 28  |
|  | 6  | Sunair BC Oostende        | 22 | 11 | 11 | 0 | 22  |
|  | 7  | Eveil Monceau             | 22 | 9  | 13 | 0 | 18  |
|  | 8  | DM Aalst                  | 22 | 8  | 14 | 0 | 16  |
|  | 9  | BT Isboerke Kortrijk      | 22 | 7  | 15 | 0 | 14  |
|  | 10 | Royal Molenbeek           | 22 | 6  | 16 | 0 | 12  |
|  | 11 | Bavi Vilvoorde            | 22 | 6  | 16 | 0 | 12  |
|  | 12 | Lyra                      | 22 | 2  | 20 | 0 | 4   |

- Liga A

|  |   |                           | P  | W  | V  | G | Ptn |
|  | - | ------------------------- | -- | -- | -- | - | --- |
|  | 1 | RC Maes Pils Mechelen     | 14 | 13 | 1  | 0 | 26  |
|  | 2 | Standard Boule D'Or Liège | 14 | 10 | 4  | 0 | 20  |
|  | 3 | Immo Scheers Lier         | 14 | 8  | 6  | 0 | 16  |
|  | 4 | Carpenter Brugge          | 14 | 8  | 6  | 0 | 16  |
|  | 5 | Eveil Monceau             | 14 | 6  | 8  | 0 | 12  |
|  | 6 | Sunair BC Oostende        | 14 | 5  | 8  | 0 | 10  |
|  | 7 | Bus Fruit Lier            | 14 | 5  | 9  | 0 | 10  |
|  | 8 | BC DM Aalst               | 14 | 1  | 13 | 0 | 2   |

- Liga B

|  |   |                       | P  | W  | V  | G | Ptn |
|  | - | --------------------- | -- | -- | -- | - | --- |
|  | 1 | BT Ijsboerke Kortrijk | 14 | 11 | 3  | 0 | 22  |
|  | 2 | Athlon Ieper          | 14 | 9  | 5  | 0 | 18  |
|  | 3 | Okapi Aalst           | 14 | 9  | 5  | 0 | 18  |
|  | 4 | Fresh Air Helmet      | 14 | 7  | 7  | 0 | 14  |
|  | 5 | Lyra                  | 14 | 7  | 7  | 0 | 14  |
|  | 6 | Bavi Vilvoorde        | 14 | 5  | 9  | 0 | 10  |
|  | 7 | Royal Molenbeek       | 14 | 4  | 10 | 0 | 8   |
|  | 8 | Elite BBC Gent        | 14 | 4  | 10 | 0 | 8   |

1928 · 1929 · 1930 · 1931 · 1932 · 1933 · 1934 · 1935 · 1936 · 1937 · 1938 · 1939 · 1940 · 1941 · 1942 · 1943 · 1944 · 1945 · 1946 · 1947 · 1948 · 1949 · 1950 · 1951 · 1952 · 1953 · 1954 · 1955 · 1956 · 1957 · 1958 · 1959 · 1960 · 1961 · 1962 · 1963 · 1964 · 1965 · 1966 · 1967 · 1968 · 1969 · 1970 · 1971 · 1972 · 1973 · 1974 · 1975 · 1976 · 1977 · 1978 · 1979 · 1980 · 1981 · 1982 · 1983 · 1984 · 1985 · 1986 · 1987 · 1988 · 1989 · 1990 · 1991 · 1992 · 1993 · 1994 · 1995 · 1996 · 1997 · 1998 · 1999 · 2000 · 2001 · 2002 · 2003 · 2004 · 2005 · 2006 · 2007 · 2008 · 2009 · 2010 · 2011 · 2012 · 2013 · 2014 · 2015 · 2016 · 2017 · 2018 · 2019 · 2020 · 2021